# Орландо Меджик
Орландо Меджик е професионален баскетболен отбор от Орландо, САЩ. Състезава се в НБА в Югоизточната дивизия на Източната Конференция. В съответствието с името на отбора играчите са наричани „магьосниците“.

## История
Отборът е създаден през 1989 година. В отбора през годините са играли звезди като Шакил О'Нийл, Дуайт Хауърд, Грант Хил и други. 2 пъти е печелил Източната конференция, но няма титла.

## Успехи
- Шампиони на Югоизточната дивизия – 8 пъти (1995, 1996, 2008, 2009, 2010, 2019, 2024, 2025)
- Шампиони на Източната Конференция – 2 пъти (1995, 2009)